# Heterofleksibilnost
Heterofleksibilnost je oblik seksualne orijentacije ili situacijskog seksualnog ponašanja koje karakterizira minimalna homoseksualna aktivnost u inače prvenstveno heteroseksualnoj orijentaciji, a koja je može, ali ne mora razlikovati od biseksualnosti. Okarakterizirana je kao "uglavnom heteroseksualna". Iako se ponekad poistovjećuje s bi-znatiželjom da bi se opisao širok kontinuitet seksualne orijentacije između heteroseksualnosti i biseksualnosti, drugi autori razlikuju heterofleksibilnost kao nedostatak "želje za eksperimentiranjem sa ... seksualnošću" koju implicira bi-znatiželjna oznaka. Opisana je i odgovarajuća situacija u kojoj prevladava homoseksualna aktivnost, koja se naziva homofleksibilnost.

## Rasprostranjenost
Nacionalna istraživanja u SAD-u i Kanadi pokazuju da se 3 do 4 posto muških tinejdžera, kad im se odabere termin koji najbolje opisuje njihove seksualne osjećaje, želje i ponašanja, odlučuje za "uglavnom" ili "pretežno" heteroseksualne. Budući da je "100% heteroseksualac" najveći pretpostavljeni identitet, "uglavnom-heteroseksualac" bio je prvi na redu u samoidentifikaciji. Od 160 muškaraca intervjuiranih u studiji 2008. i 2009. godine, gotovo svaki osmi prijavio je istospolne atrakcije, maštarije i simpatije. Većina ih je osjećala još od srednje škole; nekolicina ih ih je razvilo u novije vrijeme. A u nacionalnom uzorku mladića čija je prosječna dob bila 22 godine, "uglavnom heteroseksualni" udio povećao se kad su šest godina kasnije ispunili isto istraživanje. Još veći postotak muškaraca odraslih u srednjoj školi u SAD-u i u nekolicini drugih zemalja (uključujući Novi Zeland i Norvešku) donosi isti izbor.
Analitički pregledni članak koji proučava iskustva i značenja istospolnih seksualnih susreta među muškarcima i ženama koji se identificiraju kao heteroseksualni otkrio je da se velik dio istospolnih susreta događa među onima koji se identificiraju kao heteroseksualni. Prevalencija istospolne seksualnosti među heteroseksualnim identificiranjem muškaraca i žena nije univerzalna. 13,6% žena i 4,6% muškaraca prijavilo je privlačenje pripadnicima istog spola, dok je 12,6% žena i 2,8% muškaraca u jednom trenutku imalo istospolni seksualni susret. Nalazi iz Nacionalnog istraživanja obiteljskog rasta iz 2011. – 2015. Godine otkrili su još jedan uvid u to koliko se istospolna privlačnost i ponašanje mogu objasniti heteroseksualnim identificiranjem ljudi. Otkrili su da je 61,9% žena i 59% muškaraca s trenutno prijavljenim istospolnim privlačnostima identificirano kao heteroseksualno. Slično tome, 65,2% žena i 43,4% muškaraca koji su sudjelovali u istospolnim seksualnim susretima identificiraju se kao heteroseksualni.